# Oud-Maarsseveen
Oud-Maarsseveen (52° 10′ N, 5° 05′ L) é uma vila dos Países Baixos, na província de Utrecht. Oud-Maarsseveen pertence ao município de Maarssen, e está situada a 7 km, a norte de Utrecht.
A área de Oud-Maarsseveen, que também inclui as partes periféricas da cidade, bem como a zona rural circundante, tem uma população estimada em 270 habitantes.